# Jonas Lenherr
Jonas Lenherr (* 24. März 1989) ist ein Schweizer Freestyle-Skier. Er startet in der Disziplin Skicross.

## Biografie
Lenherr stammt aus Gams im Kanton St. Gallen. Er begann seine Sportkarriere als alpiner Skirennläufer. Dabei trat er von 2004 bis 2010 vorwiegend bei FIS-Rennen an. Als Skicrosser startete er im Januar 2012 erstmals in Obermaiselstein im Europacup und belegte dabei den 13. Platz. Sein erstes Weltcuprennen absolvierte er im Dezember 2012 in Nakiska, welches er auf dem 32. Platz beendete. In der Saison 2013/14 errang er mit fünf Top-Zehn-Platzierungen den siebten Platz in der Gesamtwertung des Europacups. In der folgenden Saison kam er mit Platz acht in Arosa erstmals unter die ersten Zehn im Weltcup. Es folgten vier weitere Top-Zehn-Platzierungen und zum Saisonenende der 13. Platz im Skicross-Weltcup.
In der Saison 2015/16 erreichte Lenherr bei 12 Weltcupstarts, fünfmal eine Top-Zehn-Platzierung und errang damit den neunten Platz im Skicross-Weltcup. Dabei holte er am 17. Januar 2016 am Watles seinen ersten Weltcupsieg und belegte in Idre den dritten Platz. In der Saison 2020/21 konnte er den 2. Platz in der Gesamtwertung erringen, was seine bisher beste Platzierung bedeutet. Bei den Winter-X-Games 2016 in Aspen wurde er Sechster. Im folgenden Jahr fuhr er bei den Weltmeisterschaften 2017 in der Sierra Nevada auf den 18. Platz.

## Erfolge

### Olympische Spiele
- Pyeongchang 2018: 15. Skicross

### Weltmeisterschaften
- Sierra Nevada 2017: 18. Skicross
- Park City 2019: 12. Skicross
- Idre 2021: 14. Skicross

### Weltcupsiege
Lenherr errang im Weltcup bisher 11 Podestplätze in Einzelrennen, davon 5 Siege:
| Datum             | Ort          | Land       |
| ----------------- | ------------ | ---------- |
| 17. Januar 2016   | Watles       | Italien    |
| 3. März 2018      | Sunny Valley | Russland   |
| 17. Dezember 2018 | Arosa        | Schweiz    |
| 17. Februar 2023  | Reiteralm    | Österreich |
| 22. Januar 2023   | Nakiska      | Kanada     |

Hinzu kommt ein Sieg in einem Mixed-Wettbewerb (28. Februar 2021 in Bakuriani, Georgien).

### Weltcupwertungen
| Saison  | Gesamt | Gesamt | Skicross | Skicross |
| Saison  | Platz  | Punkte | Platz    | Punkte   |
| ------- | ------ | ------ | -------- | -------- |
| 2013/14 | 266.   | 1      | 54.      | 1        |
| 2014/15 | 46.    | 21     | 13.      | 232      |
| 2015/16 | 43.    | 25,92  | 9.       | 311      |
| 2016/17 | 106.   | 12,86  | 21.      | 180      |
| 2017/18 | 30.    | 31,60  | 6.       | 316      |
| 2018/19 | 43.    | 24,73  | 8.       | 272      |
| 2019/20 | 78.    | 15,82  | 16.      | 174      |
| 2020/21 |        |        | 2.       | 405      |
| 2021/22 |        |        | 38.      | 74       |
| 2022/23 |        |        | 9.       | 309      |

### Weitere Erfolge
- 2 Podestplätze im Europacup, davon 1 Sieg
- Winter-X-Games 2016: 6. Skicross